# 神泉町
神泉町（しんせんちょう）は、東京都渋谷区の町名。「丁目」の設定のない単独町名である。住居表示実施済区域。

## 地理
渋谷区中西部に位置する。北部は松濤に接する。東部は円山町に接する。南部は国道246号（玉川通り）に接し、これを境に南平台町に接する。西部はほぼ旧山手通りに接し、これを境に目黒区青葉台、及び目黒区駒場に接する。
地形的には、宇田川の神泉支流により谷が形成され、坂が多い町でもある。幹線道路沿いには、高層建築物・貸しビルが目立つ。USENなどIT系企業が多いのが特徴である。幹線道路から離れると住宅地になる。

### 地価
住宅地の地価は、2025年（令和7年）1月1日の公示地価によれば、神泉町14-2の地点で118万円/m2となっている。

## 歴史
江戸時代には豊島郡中渋谷村・中豊沢村に跨る字神泉ヶ谷（やつ）。明治7年（1874年）中豊沢村は中渋谷村に合併し、さらに周辺諸村と合併して南豊島郡（後豊多摩郡）渋谷村大字中渋谷字神泉谷となった。渋谷村は町制施行を経て昭和3年（1928年）に東京市に編入されたが、この時区域を若干変更して渋谷区神泉町が誕生した。昭和45年（1970年）住居表示により現在の町域となる。
谷にはかつて宇田川へ合流する湧水が存在し、空鉢仙人縁の霊水として「神仙水」と呼ばれた。いつしか弘法大師（空海）の開湯伝説とも結び付けられるようになり、江戸後期の村持の浴場発祥とも、明治に「今弘法」と称する浅草花川戸の僧が開いたともされる弘法湯が、代沢森巌寺で灸を据えた帰りに浸かると御利益があるとして有名となった。明治20年頃弘法湯に芸者屋宝屋が開業して以来、円山町と共に花街として栄えた。

### 地名の由来
『江戸砂子』に「神仙水　八幡の西　むかし空鉢仙人此谷に来り不老長生の仙薬を練りたりと云霊水也此所を神仙谷といふ」とあり、『江戸名所図会』、『新編武蔵風土記稿』もこの説を採用している。近在の鉢山も空鉢仙人に由来する地名とされる。一方で、後世には弘法湯に見られるように弘法大師が湧かせた泉であるという話も広まったが、何れの説にしても伝説の域を出ない。

### 町名の変遷
| 実施後 | 実施年月日               | 実施前                                                                    |
| ------ | ------------------------ | ------------------------------------------------------------------------- |
| 神泉町 | 1970年（昭和45年）1月1日 | 神泉町（全域）、 栄通二丁目（一部）、 上通四丁目（一部）、 円山町（一部） |

## 世帯数と人口
2024年（令和6年）12月1日現在（渋谷区発表）の世帯数と人口は以下の通りである。
- 世帯数 : 1,541世帯
- 人口 : 2,216人

### 人口の変遷
国勢調査による人口の推移。
| 年                 | 人口  |
| ------------------ | ----- |
| 1995年（平成7年）  | 1,626 |
| 2000年（平成12年） | 1,919 |
| 2005年（平成17年） | 2,045 |
| 2010年（平成22年） | 2,019 |
| 2015年（平成27年） | 2,257 |
| 2020年（令和2年）  | 2,263 |

### 世帯数の変遷
国勢調査による世帯数の推移。
| 年                 | 世帯数 |
| ------------------ | ------ |
| 1995年（平成7年）  | 878    |
| 2000年（平成12年） | 1,136  |
| 2005年（平成17年） | 1,308  |
| 2010年（平成22年） | 1,318  |
| 2015年（平成27年） | 1,490  |
| 2020年（令和2年）  | 1,517  |

## 学区
区立小・中学校に通う場合、学区は以下の通りとなる（2023年3月時点）。
| 番地             | 小学校             | 中学校             | 調整区域による変更可能校 |
| ---------------- | ------------------ | ------------------ | ------------------------ |
| 6～14番 19～23番 | 渋谷区立神南小学校 | 渋谷区立松濤中学校 | 渋谷区立猿楽小学校       |
| その他           | 渋谷区立神南小学校 | 渋谷区立松濤中学校 |                          |

## 交通

### 鉄道
| 街区内の駅(世田谷区北沢)      |
| ----------------------------- |
| 京王井の頭線 - 神泉駅 (IN 02) |

町域内には京王井の頭線神泉駅がある。徒歩8～10分程度で隣の渋谷駅へ行くことができるほか、池尻大橋駅へも利用が可能である。

### バス
一般路線バスは東急バス・小田急バス（子会社を含む）が利用可能である。

### 道路
近くに旧山手道り、国道246号線、首都高速道路3号渋谷線の渋谷入口がある。

## 事業所
2021年（令和3年）現在の経済センサス調査による事業所数と従業員数は以下の通りである。
- 事業所数 : 235事業所
- 従業員数 : 9,308人

### 事業者数の変遷
経済センサスによる事業所数の推移。
| 年                 | 事業者数 |
| ------------------ | -------- |
| 2016年（平成28年） | 148      |
| 2021年（令和3年）  | 235      |

### 従業員数の変遷
経済センサスによる従業員数の推移。
| 年                 | 従業員数 |
| ------------------ | -------- |
| 2016年（平成28年） | 4,800    |
| 2021年（令和3年）  | 9,308    |

## 施設
- 国際文化理容美容専門学校渋谷校
- 株式会社パルコ本社（登記上の本店は豊島区）

## その他

### 日本郵便
- 郵便番号 : 150-0045[3]（集配局 : 渋谷郵便局[17]）。